# Julius hus
Julius hus är namnet på en fastighet vid Bondegatan 21 A på Södermalm i Stockholm.

## Historia
Julius hus uppfördes av Julius Westerdahl, som var ägare till Öhmans Spisbrödsfabrik i hörnet Bondegatan/Södermannagatan i Stockholm. Huset uppfördes 1889 på granntomten till spisbrödsfabriken och för att fylla olika funktioner. Den inrymde kontor för knäckebrödsfabriken och en privatbostad för bageriets ägare och chef Julius Westerdahl och hans familj, men också ett sädesmagasin och tillverkningslokaler för bageriet.
Spisbrödsfabriken flyttade redan 1904 till en nyuppförd fabriksbyggnad, idag ombyggd till kontorslokaler, i samma kvarter på Södermannagatan 17. 
Privatbostäderna i huset har senare bebotts av Julius Westerdahls son Nils Westerdahl och dennes ättlingar. Paradvåningen, huvudsakligen på planet tre trappor upp, har under 00-talet omsorgsfullt rustats upp på ett antikvariskt sätt och inretts i skick från tidigt 1900-tal i samarbete med Stockholms stadsmuseum. Den används idag under namnet Julius salonger som museum och som evenemangslokaler.